# Jock (Slang)
Jock [dʒɒk] ist eine im amerikanischen Englisch gebräuchliche, scherzhafte bis abwertende Slang-Bezeichnung für einen jungen, sportlich aktiven und sexuell erfolgreichen, aber intellektuell eher überforderten Mann, der häufig als Stereotyp verwendet wird und Niederschlag in der US-amerikanischen Literatur, in Filmen sowie anderen Bereichen der Populärkultur fand.

## Begriffsherkunft
Der Begriff wurde laut Merriam Webster vom Jockstrap abgeleitet, einem oft bei sportlichen Aktivitäten zum Schutz getragenen Tiefschutz.
Das Online Etymology Dictionary definiert jock folgendermaßen:

“1952, short for jockstrap ‘supporter of the male genital organs,’ which also meant, in slang, ‘athletic male.’ Jock with the meaning ‘an athletic man’ is from 1963, American English slang.”

Das Oxford English Dictionary verzeichnet den ersten Beleg in der Bedeutung „junger Sportler“ im Jahr 1963 und geht zunächst von einem Kurzwort für Jockey aus. Der Duden nennt dazu englisch jockey, zu schottisch Jock = Jakob, ältere Bezeichnung für einen Stalljungen.

## Rezeption
Laut Matthias Heine steht der im Deutschen bisher kaum verwendete Begriff im Gegensatz zum Nerd für einen sozialen und erotisch erfolgreichen und beliebten athletischen Highschoolschüler. Im Deutschen gäbe es jedoch bisher keine Entsprechung, so dass er wie etwa im Roman Freiheit von Jonathan Franzen als „Sportler“ übersetzt wird, wodurch die gesellschaftliche Dimension jedoch verloren gehe.
Der Jock ist ähnlich wie der Twink, der Bear oder der Hunk ein Stereotyp der schwulen Pornographie.